# Iglu

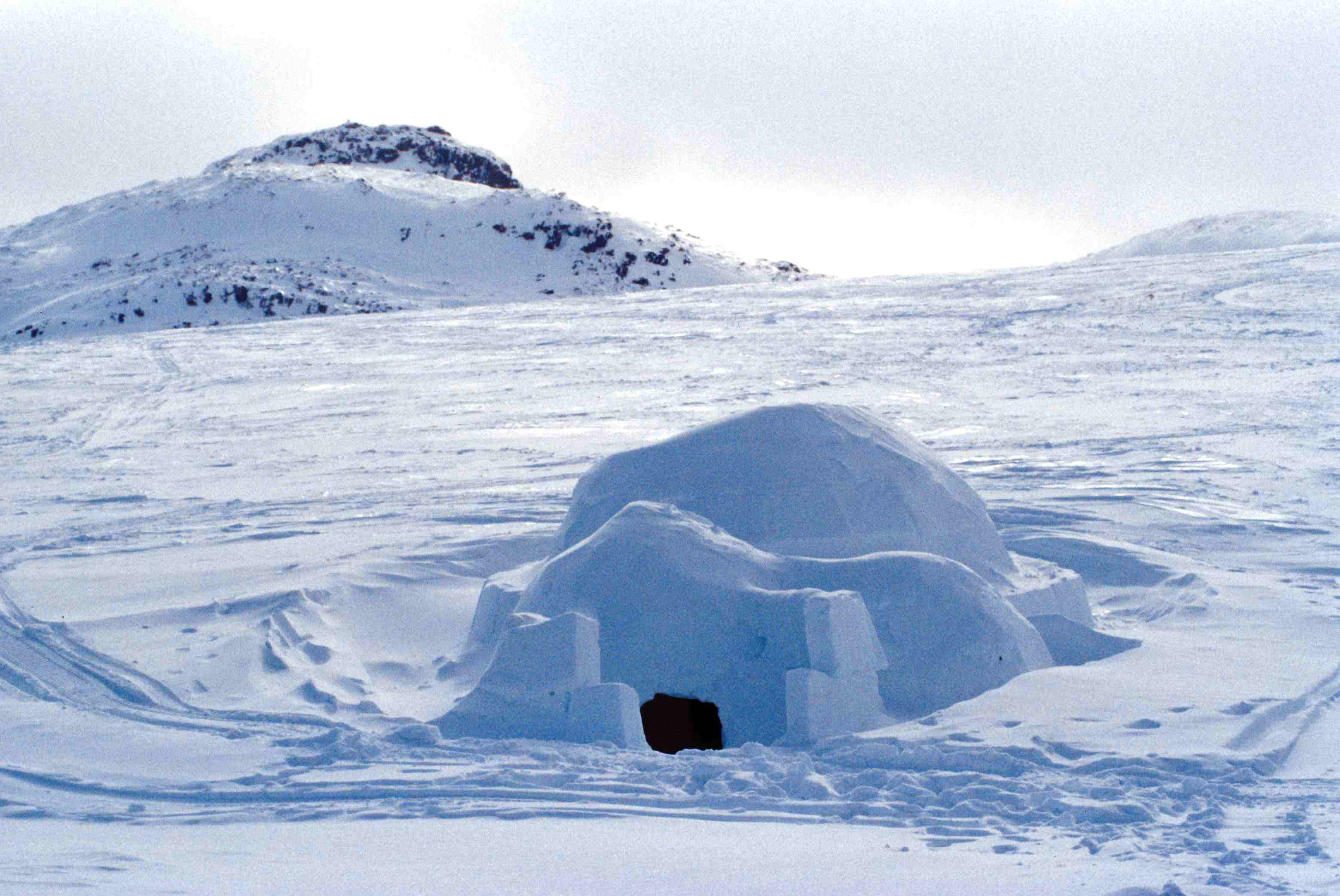
Großes Iglu (Kinngait an der Südküste der Baffininsel)

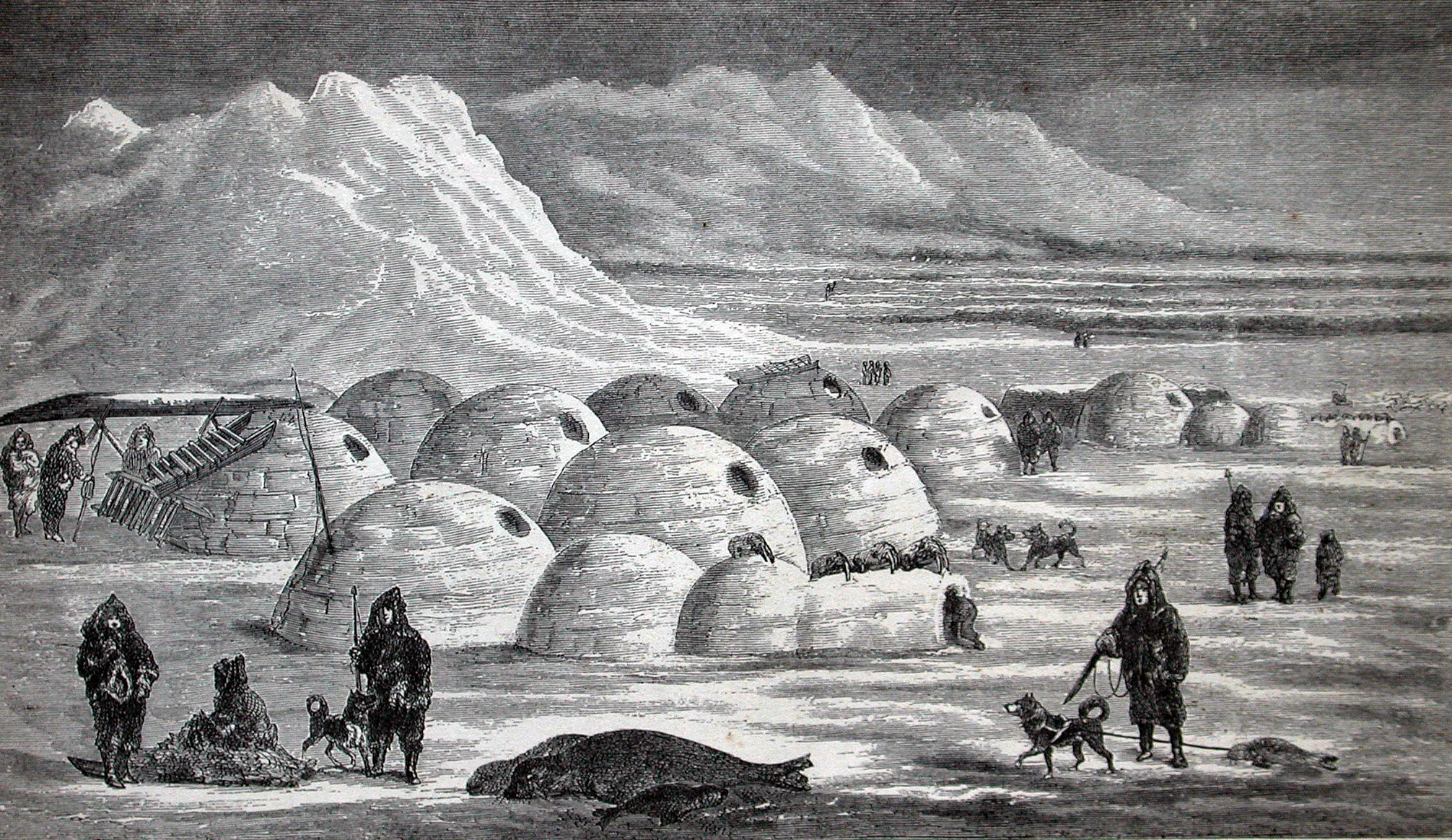
Wintersiedlung der Inuit nahe der Frobisher-Bucht auf der Baffininsel, Buchillustration etwa 1865

Ein Iglu ist eine aus Schnee gebaute, oftmals kuppelförmige Schutzhütte. Obwohl es oft mit den Inuit in Verbindung gebracht wird, nutzen heute tatsächlich nur noch einige Inuit-Gruppen (Kanada, Grönland) das Iglu als Behausung. Die Inuit-Sprachen verstehen unter „Iglu“ (Plural „Iglus“) lediglich eine Behausung, die auch aus anderen Materialien als Schnee bestehen kann. Das Inuktitut-Wort „ᐃᒡᓗ“, Aussprache: /iɣˈlu/, bedeutete ursprünglich „Wohnung“ oder „Haus“ und umfasst somit alle Behausungen der Eskimo, die früher auch häufig in Torf-, Stein-, Erd- oder Holzhäusern und im Sommer in Zelten lebten (Qarmaq). Iglu, maskulin oder Neutrum (der/das), ist ein Lehnwort.

## Geschichte
Das Iglu als Haus aus Schnee war oft eine einfache und schnell errichtete Unterkunft, die auch über längere Zeiträume als Quartier genutzt werden konnte. Wintersiedlungen von Iglus gab es in der Zentralarktis. Diese im Durchmesser bis zu sieben Meter großen Iglus wurden über Monate bewohnt. Meist haben die Menschen Iglus, die schnell aufzurichten sind, als Unterkünfte während Jagdausflügen oder Wanderungen genutzt. Zwei geübte Personen benötigen unter den richtigen Bedingungen dafür lediglich eine Stunde Bauzeit.
Bis auf wenige Ausnahmen haben Iglus als traditionelle Häuser der Eskimo seit den 1950er Jahren als Wohnungen ausgedient. Die meisten leben heute in Siedlungshäusern und bei winterlichen Aufenthalten auf dem Land in Holzhütten.
Allerdings nutzen die Eskimos das Iglu bis heute als Schutzhütte, etwa wenn sie bei der Jagd von Wetterumstürzen überrascht werden. Dieser in der Arktis nach wie vor wichtige Zweck ist auch der Grund dafür, dass das Bauen eines Iglus teils auch in der Schule unterrichtet wird. In manchen Siedlungen, z. B. in Pond Inlet, wird das Übernachten im Iglu heute als Touristenattraktion angeboten.

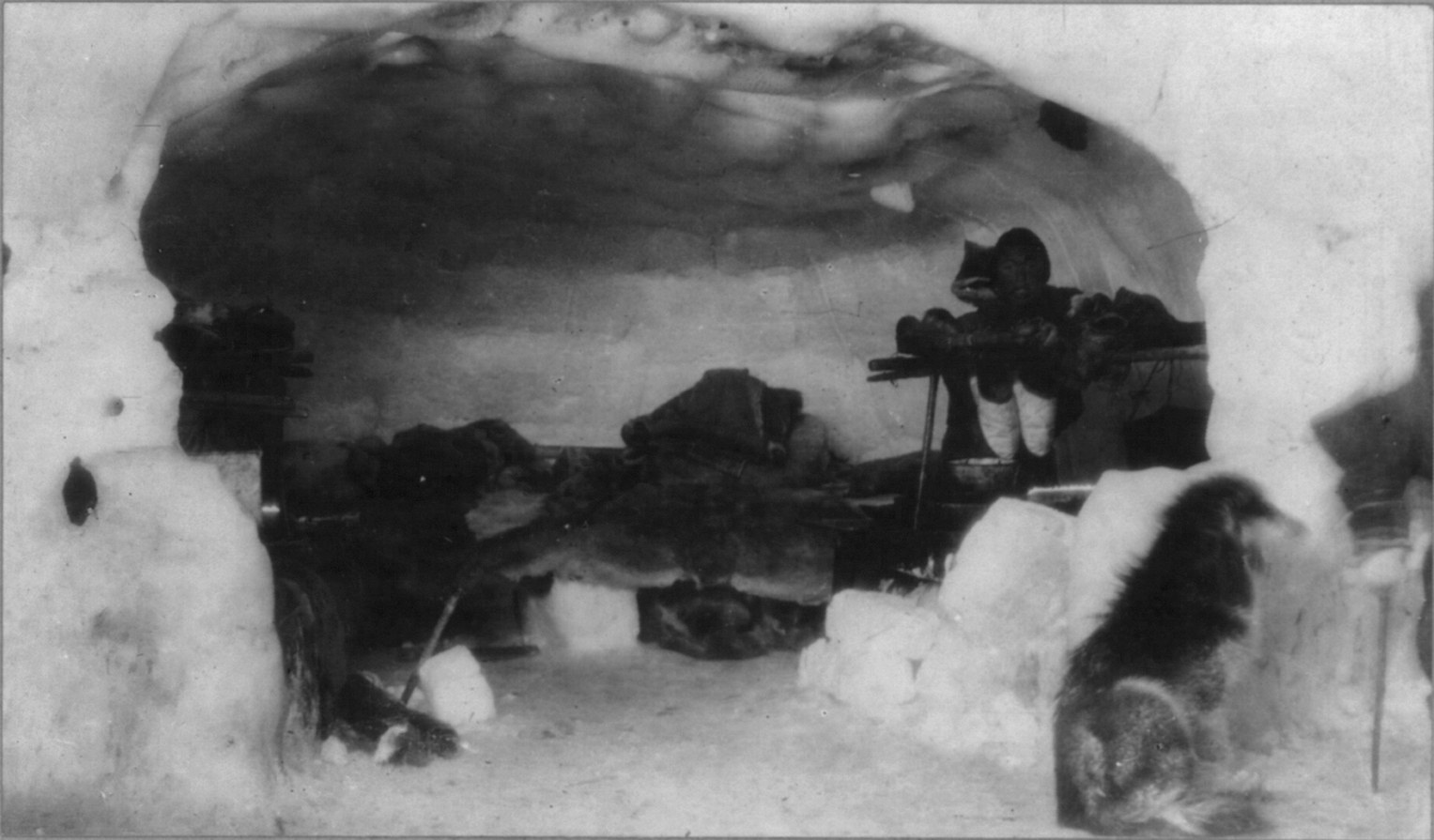
Das Innere eines Iglus

## Temperaturen und Dämmung im Innenraum

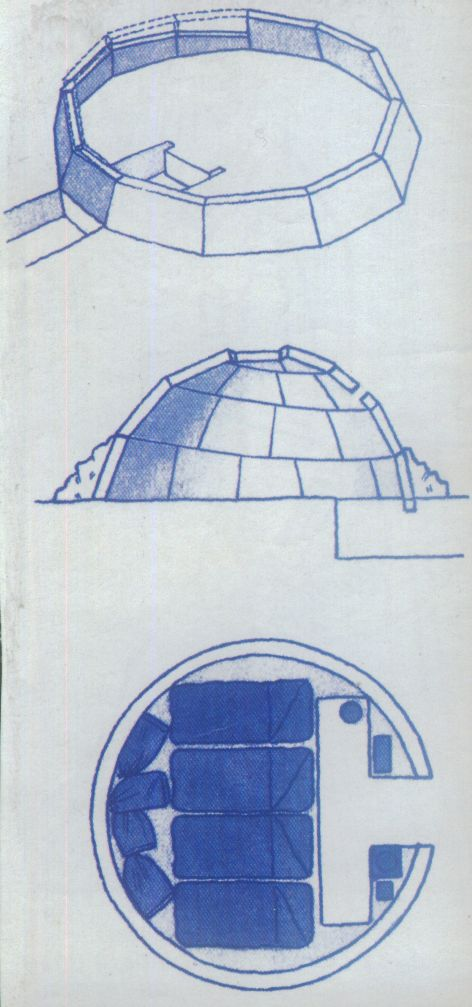
Schlafebene und tiefer gelegener Eingang

Der Schnee gefriert auf den Blöcken und bildet eine sehr dichte Schicht, wodurch ein Iglu wasser- und windfest wird (Siehe Minute 41:38).
Zur weiteren Abdichtung wird der Schnee teilweise im Inneren des Iglus erwärmt, damit er in die unterstopften Rillen fließen und dort wieder gefrieren kann (siehe Minute 47:07).
Im Inneren herrschen angenehmere Wärmeverhältnisse. Da der Schnee zu einem großen Teil aus Luft besteht, welche nicht zirkulieren kann, wirkt dieser als gute Wärmedämmung.
Als normal gelten Temperaturen um den Gefrierpunkt; auf dem höher als der Eingangsbereich gelegenen Schlafplatz werden aufgrund der nach oben steigenden Warmluft sogar Plusgrade erreicht.
Im Vergleich zur Außentemperatur kann eine Differenz von bis zu 50 Grad Celsius bestehen. Bei einer Außentemperatur von −46 °C sind −6 °C auf Bodenhöhe (Schlafsockel) und sogar +4 °C auf Schulterhöhe möglich. Wärmequellen wie der menschliche Körper und früher das Qulliq (eine flache, steinerne Öllampenschale), heute etwa ein Benzinkocher, lassen die Innentemperatur auf bis zu +5 °C steigen.
Noch höhere Temperaturen würden zum Schmelzen des Schnees und zum Durchnässen des Innenraumes führen.
Wenn das Iglu als Schlafraum dienen soll, muss die Liegefläche höher sein als die Oberkante des Eingangs, damit die warme Luft nicht entweichen kann. Dies kann erreicht werden, indem neben der Liegefläche oder zwischen zwei Liegeflächen ein Fußgraben ausgehoben wird und sich die Liegefläche dadurch etwa 70 cm über dem Boden befindet oder indem der Eingang tiefer gelegt wird und von außen gesehen schräg nach oben ins Innere führt (Kältefalle). Damit die Liegefläche nicht durch die Körperwärme schmilzt, ist eine Isolationsschicht zwischen Schnee und Schlafsack erforderlich.

## Ort und Materialien für ein Iglu

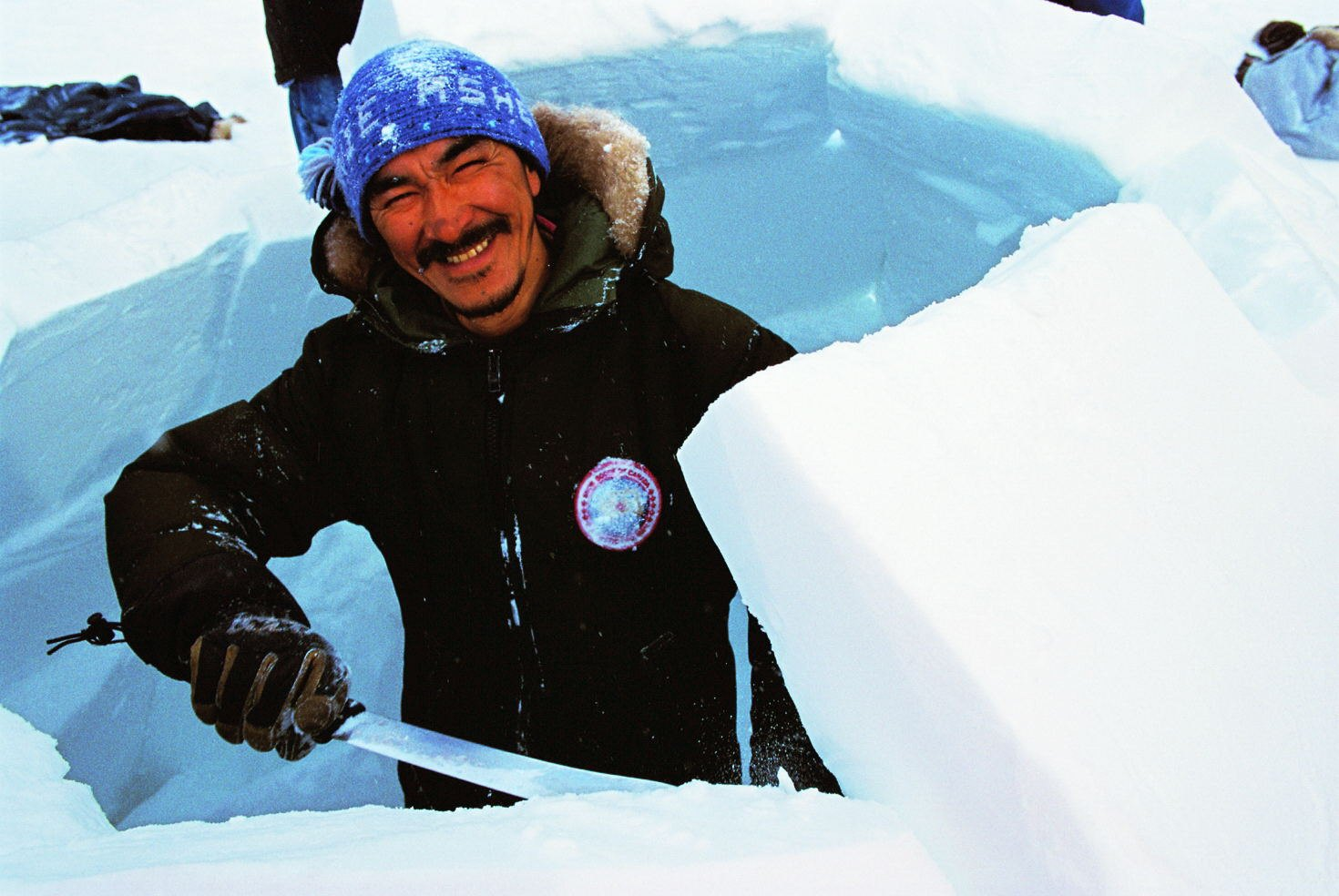
Iglubau mit Schneemesser in Kinngait (an der Südwestküste der Baffininsel)

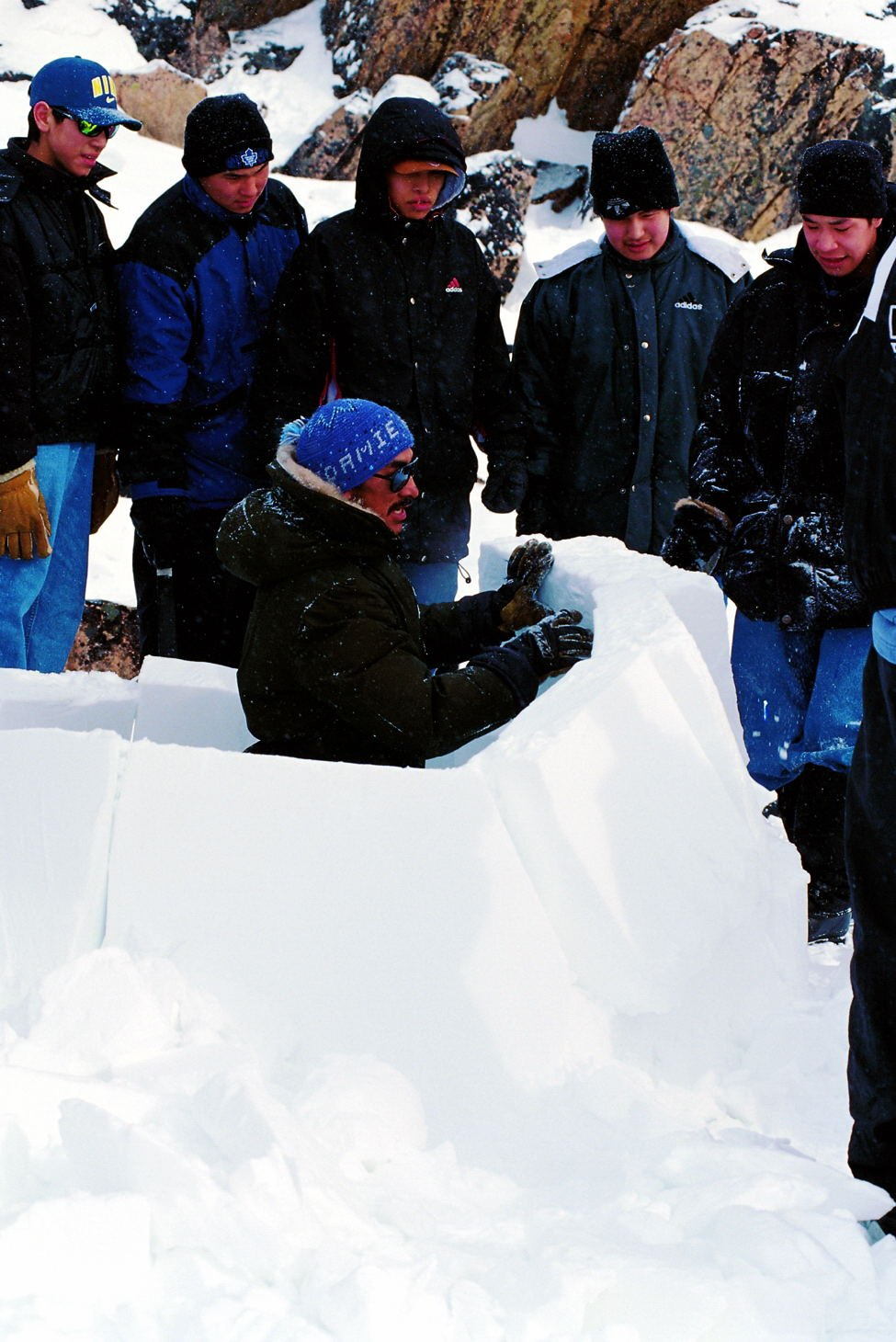
Demonstration eines Iglubaus vor Schülern in Kinngait (an der Südwestküste der Baffininsel)

Vor dem Bau eines Iglus ist die Geländebeurteilung für den späteren Erfolg oder Misserfolg entscheidend.
Ein Iglu sollte nicht in einer Mulde (= Kältesee), sondern an einem leicht geneigten Hang errichtet werden. Ausreichend Schnee hangaufwärts des geplanten Iglus erleichtert nämlich den Transport der Schneeblöcke aus dem „Steinbruch“.
Die Hangneigung erleichtert zudem die Anlage der Eingangsoberkante unterhalb der Liegefläche (Kälteabfluss).
Für den Bau eines Iglus benötigt man besonders festen Schnee. Der beste Schnee zum Bauen ist der durch starken Wind verhärtete, den die Inuit „Pugaq“ nennen (siehe Minute 28:01).
Durch den Klimawandel verändert sich der Schnee fortlaufend, in der Arktis doppelt so schnell wie in anderen Gebieten der Erde. Das erschwert den Bau eines Iglus und zerstört auf weite Sicht die Heimat der Inuit-Kultur.

## Die verschiedenen Bauweisen
Je nach Witterungsbedingungen, akuten Bedürfnissen oder lokalen Gewohnheiten kommen unterschiedliche Techniken für den Bau eines Iglus zur Anwendung:

### Massivbauweise
Um ein stabiles Iglu zu bauen, werden Schneeblöcke benötigt, die mit einem Schneemesser oder einer Schneesäge in unmittelbarer Nähe des geplanten Bauplatzes aus der Schneedecke geschnitten werden. Nach dem Schneiden müssen die Schneeblöcke ca. 40 cm hoch, 60 cm breit und 50 cm tief sein (Gewicht ca. 40 kg) und zusätzlich abgeschrägt werden, damit die Ringe der Schneeblöcke nach oben immer enger werden und eine Kuppel bilden. Hierfür ist nur eine ganz bestimmte Schneeart geeignet, weshalb derartige Iglus nicht jederzeit errichtet werden können. Die Blöcke werden nacheinander in einer sich verjüngenden Spirale aufgestapelt und mit dem Schneemesser passend zugeschnitten. Der Durchmesser wird so stetig verringert, bis die Kuppel geschlossen ist. Zum Schluss werden ein oder zwei Fenster aus blanken Eisplatten (z. B. Eisstücke aus einem nahe gelegenen See) eingesetzt, um das Innere etwas zu erhellen. Nach Fertigstellung wird der Eingangsbereich als Wind- und Kältefang gegraben und mit Schneeblöcken überwölbt.

### Spiralbauweise

Die Spiralbauweise wird angewendet, wenn ohne viel Aufwand rasch ein Schutzbau errichtet werden soll. Im Gegensatz zur Massivbauweise muss dann eine Schneemauerdicke von ca. 20 cm ausreichen, wozu Schneeziegel in einer aufsteigenden Spirale aneinander gelehnt werden. Wichtig ist dabei, dass die beiden unteren Ecken auf der darunterliegenden Reihe sowie die obere Ecke am vorherigen Schneeziegel gut aufliegen. Für eine gute Stabilität sollen die Blöcke zu einer Kugelform geschichtet sein. Dazu ist es erforderlich, die Kanten beim Einpassen mit dem Schneemesser passend abzuschrägen und mit einer Schnur regelmäßig den inneren Radius des Iglus zu prüfen. Als Abschluss wird ein Ziegel über das Loch gelegt und durch Zuschneiden eingepasst. Die Blöcke sind etwa 60 cm breit und 25 cm tief (Gewicht etwa 15 bis 20 kg). Bei größeren Iglus werden zwei Spiralen an gegenüberliegenden Punkten begonnen, dann kann doppelt so schnell gearbeitet werden.

### Blöcke schneiden
Der ideale „Steinbruch“ liegt nahe am Bauplatz, da bereits für ein kleines Iglu mit zwei Metern Durchmesser etwa 50 Blöcke benötigt werden. Das Schnee-Material ist dann gut, wenn der Schnee so fest ist, dass ein 60 cm großer, waagrecht gehaltener Block nicht bricht. Um solche Schichten zu finden, muss meist erst der darüber liegende lockere Schnee weggeschaufelt werden. Günstig ist auch eine leichte Hanglage, weil dann die mit der Schneesäge ausgesägten Blöcke mit dem letzten unteren Schnitt leichter abgetrennt werden können. Das Blatt der Schneesäge muss mindestens so lang sein wie die mittlere Kantenlänge des Blocks (ca. 40 bis 50 cm).

### Schneehaufen-Iglu
Zuerst wird ein Schneehaufen aufgeschichtet und besonders am äußeren Rand verdichtet. Dann wird ein Eingang gegraben und der Haufen von innen ausgehöhlt. Außen rundherum etwa 50 cm eingesteckte Stöcke helfen, die erforderliche Dicke nicht zu unterschreiten. Diese Bauweise ist bei Kindern sehr beliebt.
Große Iglus mit Durchmessern von drei bis fünf Metern, wie sie beispielsweise für touristische Iglu-Dörfer errichtet werden, werden aus mit Pistenfahrzeugen zusammengeschobenen oder durch Schneefräsen aufgehäuften Schneehaufen gebaut. Der Hohlraum wird durch einen aufgeblasenen großen Luftballon geschaffen, um den der Schneehaufen errichtet und verdichtet wird. Der Luftballon wird anschließend wieder entfernt und der Innenraum ausgebaut.

### Schalungsiglu
Diese Art von Iglu wurde 1987 von Heeresbergführer Herman Glatz, damals Zugführer eines Hochgebirgsjägerzuges in Mittenwald und gelernter Zimmerer, als Schalungsiglu entwickelt und wird seitdem von den deutschen Gebirgsjägern als Unterkunft beim Biwak im schneebedeckten Gelände benutzt. Die Gruppe schichtet zuerst von allen Seiten einen Hügel auf. Auf diesem Hügel stehen mehrere Personen auf Skiern und verdichten den Schneehaufen. Anschließend werden zwei Löcher etwas über hüfthoch gegraben, sowie ein Verbindungstunnel, der später als Eingang dient. In eines der beiden Löcher stellen sich anschließend meist drei bis fünf Personen mit einer wasserdichten Plane, die sie über ihrem Kopf halten und mit dem Gesäß an die Innenwand des Loches drücken. Nun wird von den Seiten weiter Schnee auf das Iglu und über die Plane angehäuft und wiederum verdichtet, bis die Schneedecke sich selbst hält. Daraufhin wird die Plane entfernt, und die Personen im Inneren des Iglus kriechen durch den Tunnel nach draußen. Das Iglu wird jetzt von innen ausgeschält. Die Wände erreichen bei dieser Bauart eine Stärke von 0,8 m bis zu 1,50 m. Das Quinzhee wird ähnlich gebaut.

### Innenausbau
Wichtig ist, dass die Innenflächen keine tropfenden Kanten aufweisen, damit auftretendes Schmelz- und Kondenswasser nicht von der Decke tropft, sondern den Wänden entlang nach unten rinnt. Dazu werden die Innenwände sauber geglättet und dabei durch Druck weiter verdichtet.
Nischen, Podeste, Skulpturen etc. verzieren in großen Iglus den Innenraum. In Iglu-Dörfern werden mehrere Iglus durch unterirdische Gänge miteinander verbunden und dienen als Schlaf-, Aufenthalts- und Essräume. In Iglus der Inuit spielen Tierpelze eine wichtige Rolle für den Innenausbau und dienen als Sitz- bzw. Schlafunterlage.

### Größtes Schneeiglu der Welt
Das weltweit größte Schneeiglu entstand im Winter 2016 in Zermatt (Schweiz) als Teil des Iglu-Dorfes Zermatt. In rund 2000 Stunden baute ein 14-köpfiges Team auf dem Gornergrat an der Station Rotenboden oberhalb von Zermatt mit 1400 Schneeblöcken das Iglu und sicherte sich damit am 20. Januar 2016 den Eintrag ins Guinness-Buch der Rekorde. Das Iglu, das zum 20-jährigen Bestehen der Iglu-Dörfer in der Schweiz gebaut wurde, hatte einen Durchmesser von 12,9 Metern und eine Innenhöhe von 9,92 Metern. In der Anlage gab es neben Schlaf-Iglus auch eine Bar, ein Restaurant und einen Wellnessbereich.
|  |  |  |